# Indofevillea
Indofevillea és un gènere amb una espècie de plantes amb flors que pertany a la família de les cucurbitàcies.

## Espècies seleccionades
| - Indofevillea khasiana Chatterjee |